# Supermodelo, Mùa 3
Supermodelo 2008 là mùa thứ ba của Supermodelo. Trong mùa này, Eloísa González sẽ thay thế Judit Mascó trở thành người dẫn chương trình. Lần đầu tiên, các thí sinh nam được phép tham gia một cuộc thi riêng với nữ.
Người chiến thắng trong cuộc thi là Eva Prieto, 21 tuổi đến từ Barcelona và Oliver Baggerman, 20 tuổi đến từ Tenerife. Họ giành được: 1 hợp đồng người mẫu với Elite Model Management ở Milan cho Oliver, 1 hợp đồng người mẫu với Elite Model Management và trở thành đại diện tiếp theo của Tây Ban Nha trong cuộc thi Elite Model Look cho Eva.

## Các thí sinh
(Tuổi tính từ ngày dự thi)
| Thí sinh | Thí sinh         | Tuổi | Chiều cao               | Quê quán          | Bị loại ở | Hạng  |
| -------- | ---------------- | ---- | ----------------------- | ----------------- | --------- | ----- |
|          | Isabel Conejo    | 18   | 1,75 m (5 ft 9 in)      | Málaga            | Tập 19    | 20-19 |
|          | Abdel Abdelkader | 22   | 1,90 m (6 ft 3 in)      | Melilla           | Tập 20    | 20-19 |
|          | Nora Gárate      | 21   | 1,74 m (5 ft 8+1⁄2 in)  | Biscay            | Tập 24    | 18-17 |
|          | Mario Rodríguez  | 20   | 1,83 m (6 ft 0 in)      | Zaragoza          | Tập 25    | 18-17 |
|          | Raquel Martínez  | 22   | 1,75 m (5 ft 9 in)      | A Coruña          | Tập 29    | 16-15 |
|          | Luis Jiménez     | 23   | 1,91 m (6 ft 3 in)      | Palma de Mallorca | Tập 30    | 16-15 |
|          | Marcela Fuentes  | 22   |                         | Barranquilla      | Tập 33    | 14-13 |
|          | Benito Daza      | 24   |                         | Málaga            | Tập 34    | 14-13 |
|          | Andrés Moreno    | 22   | 1,89 m (6 ft 2+1⁄2 in)  | Málaga            | Tập 36    | 12-11 |
|          | Catalina Aguilar | 20   | 1,77 m (5 ft 9+1⁄2 in)  | Córdoba           | Tập 36    | 12-11 |
|          | Arturo Galvéz    | 23   | 1,85 m (6 ft 1 in)      | Almería           | Tập 37    | 10-9  |
|          | Yara Cobo        | 22   | 1,81 m (5 ft 11+1⁄2 in) | Castellón         | Tập 37    | 10-9  |
|          | Iván Plata       | 23   | 1,86 m (6 ft 1 in)      | Málaga            | Tập 38    | 8-7   |
|          | Mamen Solís      | 20   | 1,78 m (5 ft 10 in)     | Sevilla           | Tập 38    | 8-7   |
|          | Aarón Martínez   | 22   | 1,88 m (6 ft 2 in)      | Madrid            | Tập 39    | 6-5   |
|          | Belén Alarcón    | 22   | 1,73 m (5 ft 8 in)      | Barcelona         | Tập 39    | 6-5   |
|          | Amparo Gracía    | 20   | 1,79 m (5 ft 10+1⁄2 in) | Valencia          | Tập 39    | 4-3   |
|          | Javier Vázquez   | 22   | 1,94 m (6 ft 4+1⁄2 in)  | A Coruña          | Tập 39    | 4-3   |
|          | Eva Prieto       | 21   | 1,79 m (5 ft 10+1⁄2 in) | Barcelona         | Tập 39    | 2-1   |
|          | Oliver Baggerman | 20   | 1,86 m (6 ft 1 in)      | Tenerife          | Tập 39    | 2-1   |

## Buổi chụp hình
- Tập 1: Ảnh chân dung (casting)
- Tập 2: Áo tắm trên cầu trượt nước (casting)
- Tập 4: Vui chơi trên du thuyền (casting)
- Tập 5: Tạo dáng trong máy tập lái xe (casting)
- Tập 16: Bơi trong hồ bơi với áo tắm
- Tập 17: Chiến tranh Bán đảo
- Tập 18: Thời trang thập niên 1970
- Tập 19: Thời trang công nhân theo nhóm tại nhà máy xi măng
- Tập 21: Tạo dáng trong xe Lancia Ylipson theo cặp
- Tập 22: Quyến rũ trong khi rửa xe
- Tập 24: Thiên thần và ác quỷ trên giường
- Tập 26:
- Tập 27: Ma cà rồng theo cặp
- Tập 33: Tạo dáng trong tiệm làm tóc theo nhóm; Phong cách David Bowie
- Tập 32: Body painting
- Tập 33: Sự nam tính và sự nữ tính
- Tập 36: Thời trang Oxford
- Tập 38: Vũ công